# بلوک غرب
بلوک غرب یا بلوک سرمایه‌داری در زمان جنگ سرد به اتحادیه کشورهای متحد با سازمان پیمان آتلانتیک شمالی (ناتو) گفته می‌شود که در مقابل اتحاد جماهیر شوروی و متحدان آن (بلوک شرق) ایجاد شد. دولت‌ها و رسانه‌های بلوک غرب به خود نام «جهان آزاد» یا «جهان غرب» را داده بودند.
در دوره جنگ سرد، به کشورهای غیر کمونیست در اروپا، «اروپای غربی» گفته می‌شد. اما در دوران پس از فروپاشی اتحاد جماهیر شوروی این واژه، تنها کاربرد جغرافیایی پیدا کرد.

موضع‌گیری کشورهای اروپایی در دوره جنگ سرد قرمز: اتحاد جماهیر شوروی سوسیالیستی صورتی: متحدان شوروی: بلغارستان، چکسلواکی، جمهوری دمکراتیک آلمان (آلمان شرقی)، مجارستان، لهستان، رومانی نارنجی: آلبانی، متحد پیشین اتحاد جماهیر شوروی (تا ۱۹۶۰) سبز: یوگسلاوی کشور غیرمتحد خاکستری: کشورهای بی‌طرف فنلاند، سوئیس، اتریش، ایرلند و سوئد آبی: کشورهای بلوک غرب بلژیک، دانمارک، آلمان غربی، یونان، ایسلند، ایتالیا، لوکزامبورگ، هلند، نروژ، پرتغال، اسپانیا، ترکیه، بریتانیا، فرانسه

## کشورهای بلوک غرب از ۱۹۴۷ تا ۱۹۹۱

### ناتو
- بلژیک*
- کانادا*
- دانمارک*
- فرانسه*
- آلمان غربی (۱۹۵۵–۱۹۹۰)
- یونان (از ۱۹۵۲)
- ایسلند*
- ایتالیا*
- لوکزامبورگ*
- هلند*
- نروژ*
- پرتغال*
- اسپانیا (از ۱۹۸۲)
- ترکیه (از ۱۹۵۲)
- بریتانیا*
- ایالات متحده آمریکا*

‌* کشور عضو موسس

### فایو آیز
- استرالیا
- کانادا
- نیوزیلند
- بریتانیا
- ایالات متحده آمریکا

### آنزوس
- استرالیا
- نیوزیلند
- ایالات متحده آمریکا

### دولت‌های کمونیستی یا سوسیالیستی ضد شوروی(تا۱۹۸۹)
- چین (از ۱۹۶۱)
- کمپوچیای دمکراتیک (از ۱۹۷۸)
- جمهوری سوسیالیستی رومانی (از ۱۹۶۴)
- جمهوری فدرال سوسیالیستی یوگسلاوی (از ۱۹۴۸)

### پیمان اتحادیه آزاد
- جزایر مارشال
- ایالات فدرال میکرونزی
- پالائو
- ایالات متحده آمریکا

### متو، پیمان بغداد، سنتو(تا ۱۹۷۹)
- ایران (تا ۱۹۷۹)
- پادشاهی عراق (تا ۱۹۵۸)
- پاکستان (تا ۱۹۷۹)
- ترکیه (تا ۱۹۷۹)
- بریتانیا (تا ۱۹۷۹)

### معاهده ریو
- آرژانتین
- باهاما (از ۱۹۸۲)
- بولیوی (تا ۲۰۰۵)
- برزیل
- شیلی
- کلمبیا
- کاستاریکا
- جمهوری کوبا (۱۹۵۹–۱۹۰۲) (تا ۱۹۵۹)
- جمهوری دومینیکن (تا ۱۹۹۰)
- اکوادور (تا ۲۰۱۲)
- السالوادور
- گواتمالا
- هندوراس
- مکزیک
- نیکاراگوئه (دوران خانواده سوموزا تا ۱۹۷۹)
- پاناما
- پاراگوئه
- پرو
- ترینیداد و توباگو (از ۱۹۶۷)
- ایالات متحده آمریکا
- اروگوئه
- ونزوئلا (تا ۱۹۹۹، مجدداً در ۲۰۱۹ توسط خوان گوایدو)

### سیتو

نقشه اعضای سیتو در ۱۹۵۹

- استرالیا
- کامبوج (۱۹۵۳–۱۹۷۰) (تا ۱۹۵۶)
  -  جمهوری خمر (۱۹۷۰–۱۹۷۵)
- فرانسه
- پادشاهی لائوس (تا ۱۹۷۵)
- نیوزیلند
- پاکستان
- فیلیپین
- ویتنام جنوبی (تا ۱۹۷۵)
- تایلند
- بریتانیا
- ایالات متحده آمریکا

### منطقه خاورمیانه و شمال آفریقا
- جمهوری اسلامی افغانستان (۲۰۰۱–۲۰۲۱)
- بحرین
- مصر (از ۱۹۷۹)
- ایران (تا ۱۹۷۹)
- عراق بعثی (تا ۱۹۹۰)
- اسرائیل
- اردن
- کویت
- لبنان
- لیبی (قبل ۱۹۶۹، از ۲۰۱۱)
- مراکش
- عمان
- قطر
- عربستان سعودی
- سومالی (از ۱۹۷۷)
- سودان (۱۹۷۱–۱۹۸۵، ۲۰۱۹–۲۰۲۱)
- تونس
- ترکیه (تا ۲۰۰۹)
- امارات متحده عربی
- یمن (دولت هادی و علیمی)
  -  جمهوری عربی یمن (۱۹۶۲–۱۹۹۰)

### شریک‌های آسیایی، جنوب شرق آسیا و اقیانوسیه
- ژاپن
- کره جنوبی
- تایوان
- استرالیا
- نیوزیلند
- هند
- پاکستان
- بوتان (کشور)
- اندونزی
- فیلیپین
- تایلند
- مالزی
- سنگاپور
- برونئی (از ۱۹۸۴)
- ویتنام (از ۱۹۹۵)

### سایر کشورها
- قبرس
- امپراتوری اتیوپی (قبل ۱۹۷۴)
- جمهوری خمر (۱۹۷۰–۱۹۷۵)
- آفریقای جنوبی
- برلین غربی
- زئیر

## کشورهای همسو با غرب از ۱۹۹۱

### ناتو
- آلبانی (از ۲۰۰۹)
- بلژیک*
- بلغارستان (از ۲۰۰۴)
- کانادا*
- کرواسی (از ۲۰۰۹)
- جمهوری چک (از ۱۹۹۹)
- دانمارک*
- استونی (از ۲۰۰۴)
- فنلاند (از ۲۰۲۳)
- فرانسه*
- آلمان*
- یونان*
- مجارستان (از ۱۹۹۹)
- ایسلند*
- ایتالیا*
- لتونی (از ۲۰۰۴)
- لیتوانی (از ۲۰۰۴)
- لوکزامبورگ*
- مونته‌نگرو (از ۲۰۱۷)
- هلند*
- مقدونیه شمالی (از ۲۰۲۰)
- نروژ*
- لهستان (از ۱۹۹۹)
- پرتغال*
- رومانی (از ۲۰۰۴)
- اسلواکی (از ۲۰۰۴)
- اسلوونی (از ۲۰۰۴)
- اسپانیا*
- سوئد (از ۲۰۲۴)
- ترکیه*
- بریتانیا*
- ایالات متحده آمریکا*

‌* کشورهای عضو از قبل از ۱۹۹۱

### متحد اصلی غیر عضو ناتو
- استرالیا (از ۱۹۸۷)
- مصر (از ۱۹۸۷)
- اسرائیل (از ۱۹۸۷)
- ژاپن (از ۱۹۸۷)
- کره جنوبی (از ۱۹۸۷)
- اردن (از ۱۹۹۶)
- نیوزیلند (از ۱۹۹۷)
- آرژانتین (از ۱۹۹۸)
- بحرین (از ۲۰۰۲)
- فیلیپین (از ۲۰۰۳)
- تایلند (از ۲۰۰۳)
- تایوان (دفاکتو) (از ۲۰۰۳)
- کویت (از ۲۰۰۴)
- مراکش (از ۲۰۰۴)
- پاکستان (از ۲۰۰۴)
- جمهوری اسلامی افغانستان (۲۰۱۲–۲۰۲۱)
- تونس (از ۲۰۱۵)
- برزیل (از ۲۰۱۹)
- کلمبیا (از ۲۰۲۲)
- قطر (از ۲۰۲۲)

### شریک‌های خاورمیانه
- بحرین
- مصر
- عراق (از ۲۰۰۴)
- اسرائیل
- اردن
- کویت
- مراکش
- قطر
- عربستان سعودی
- سودان
- تونس
- امارات متحده عربی

### شریک‌های آسیایی، جنوب شرق آسیا و اقیانوسیه
- ژاپن
- کره جنوبی
- تایوان
- تایلند
- نیوزیلند
- فیلیپین
- استرالیا
- هند
- پاکستان
- اندونزی
- مغولستان
- مالزی
- برونئی
- بوتان (کشور)
- سنگاپور
- ویتنام

### شریک‌های بین آمریکایی
- آرژانتین
- برزیل
- شیلی
- کلمبیا
- کاستاریکا
- جمهوری دومینیکن
- اکوادور
- السالوادور
- گواتمالا
- هندوراس
- مکزیک
- پاناما
- پاراگوئه
- پرو
- اروگوئه

### گفت‌وگوی چهارجانبه امنیتی
- ایالات متحده آمریکا
- هند
- استرالیا
- ژاپن

### سایر کشورها
- جمهوری آذربایجان
- اتریش
- بلاروس (دوران ریاست استانیسلاو شوشکویچ بر شورای عالی بلاروس؛ ۱۹۹۱–۱۹۹۴)
- بوسنی و هرزگوین
- قبرس
- گرجستان
- جمهوری ایرلند
- کوزوو
- مالت
- مولدووا
- روسیه (دوران ریاست‌جمهوری بوریس یلتسین؛ ۱۹۹۱–۱۹۹۹)
- اوکراین (از ۲۰۱۴)